# II Legislatura del Congreso Nacional de Venezuela
La II Legislatura del Congreso Nacional de Venezuela consiste en el listado de diputados y senadores por entidad federal que componen dicho órgano, quienes resultaron elegidos en las elecciones del 7 de diciembre de 1958 con el apoyo de distintos partidos políticos. En este período legislativo Acción Democrática obtuvo la mayoría en la Cámara de Diputados y en el Senado.

## Historia

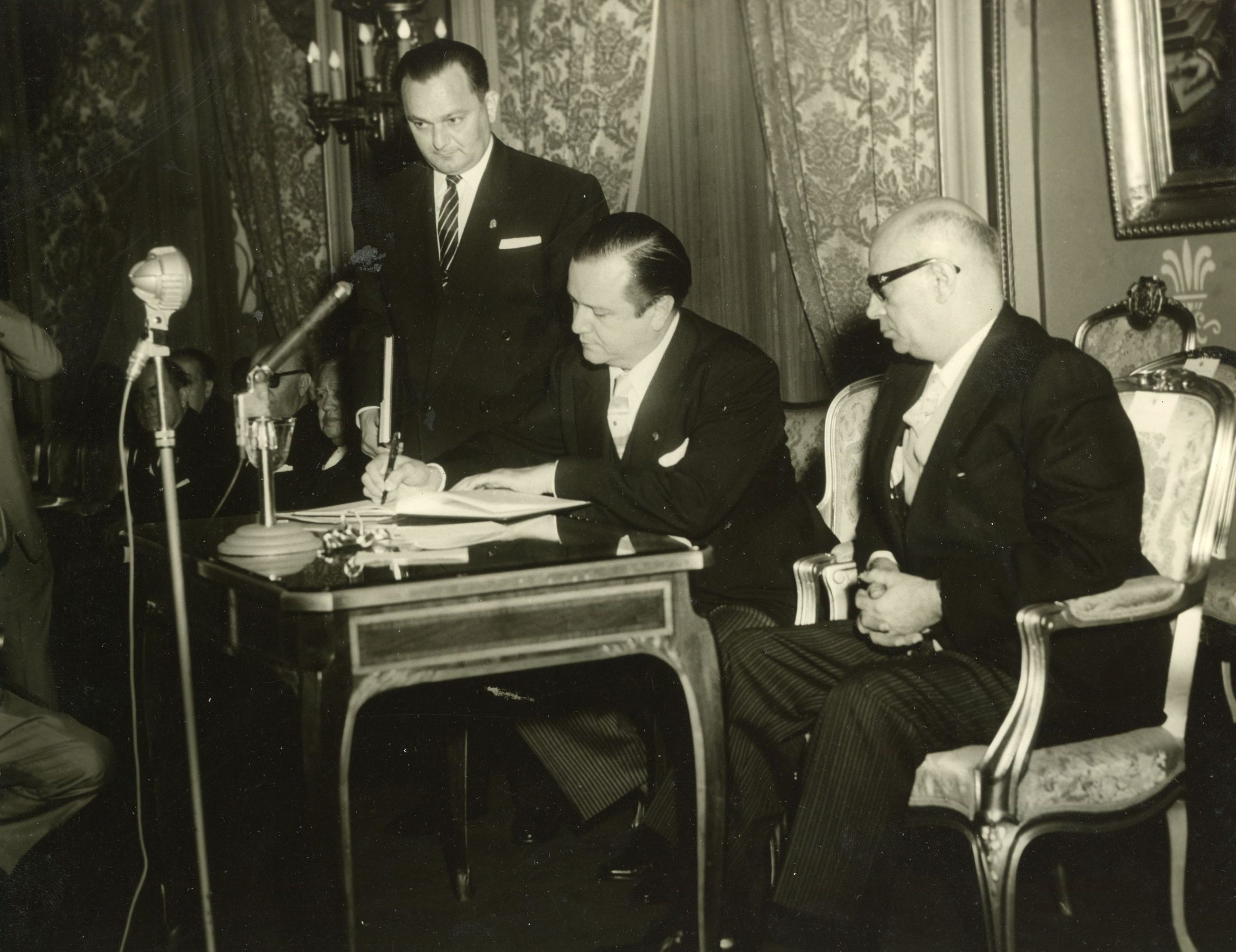
Rafael Caldera y Raúl Leoni, vicepresidente y presidente del Congreso Nacional, durante la promulgación de la nueva constitución. Palacio Federal Legislativo el 23 de enero de 1961.

El 24 de enero de 1959 el líder de la Revolución cubana Fidel Castro fue recibido en el Congreso y dio un discurso. El Congreso se encargaría de redactar y aprobar la Constitución de Venezuela de 1961. En 1962 el diputado Fabricio Ojeda renunció a su cargo y se unió a las Fuerzas Armadas de Liberación Nacional.

## Bancadas

### Senado
| Partido                        | Escaños |
| ------------------------------ | ------- |
| Acción Democrática             | 32      |
| Unión Republicana Democrática  | 11      |
| Copei                          | 6       |
| Partido Comunista de Venezuela | 2       |
| Otros                          | 0       |

### Diputados
| Partido                        | Escaños |
| ------------------------------ | ------- |
| Acción Democrática             | 73      |
| Unión Republicana Democrática  | 34      |
| Copei                          | 18      |
| Partido Comunista de Venezuela | 7       |
| Otros                          | 0       |

## Senadores
| Entidad federal      | Senador                     |
| -------------------- | --------------------------- |
| Distrito Federal     | Arturo Uslar Pietri         |
| Distrito Federal     | Ramón Escovar Salom         |
| Distrito Federal     | Pompeyo Márquez             |
| Distrito Federal     | Pedro del Corral            |
| Estado Anzoátegui    | Juan M. Mogna               |
| Estado Anzoátegui    | José Ramón Hernández Camejo |
| Estado Anzoátegui    | J. M. Domínguez Chacín      |
| Estado Apure         | Cristóbal Azuaje            |
| Estado Apure         | Julio C. Sánchez Olivo      |
| Estado Aragua        | Miguel Otero Silva          |
| Estado Aragua        | J. A. Medina Sánchez.       |
| Estado Barinas       | Rafael Octavio Jiménez      |
| Estado Barinas       | Víctor Mazzei González      |
| Estado Bolívar       | Raúl Leoni (presidente)     |
| Estado Bolívar       | J. M. Siso Martínez         |
| Estado Carabobo      | Francisco Melet             |
| Estado Carabobo      | Alfredo Celis Pérez         |
| Estado Cojedes       | Estanislao Mejías S.        |
| Estado Cojedes       | Isidoro Hernández           |
| Estado Falcón        | Rolando Salcedo Delima      |
| Estado Falcón        | Rómulo Henríquez            |
| Estado Falcón        | Francisco Faraco            |
| Estado Guárico       | Francisco Olivo             |
| Estado Guárico       | Alberto Turupial            |
| Estado Lara          | Argimiro Bracamonte         |
| Estado Lara          | Ambrosio Oropeza            |
| Estado Lara          | Froilán Álvarez Yépez       |
| Estado Mérida        | Carlos Febres Poveda        |
| Estado Miranda       | Bonifacio Velásquez         |
| Estado Miranda       | César Gil Gómez             |
| Estado Miranda       | Luis Alejandro González     |
| Estado Monagas       | J. S. Núñez Aristimuño      |
| Estado Monagas       | Luis Tovar                  |
| Estado Nueva Esparta | Luis Prieto Figueroa        |
| Estado Nueva Esparta | Luis Hernández Solís        |
| Estado Portuguesa    | Cipriano Heredia Angulo     |
| Estado Portuguesa    | Antonio Delgado Lozano      |
| Estado Sucre         | Carlos Alberto D'Ascoli     |
| Estado Sucre         | Pedro Pérez Velásquez       |
| Estado Táchira       | César Morales Carrero       |
| Estado Táchira       | Abel Santos Stella          |
| Estado Trujillo      | Elbano Provenzali Heredia   |
| Estado Trujillo      | Rafael Ángel Espinoza       |
| Estado Yaracuy       | Raúl Ramos Giménez          |
| Estado Yaracuy       | Catalino Gómez M.           |
| Estado Zulia         | Octavio Andrade Delgado     |
| Estado Zulia         | Héctor Cedeño Pérez         |
| Estado Zulia         | Alberto Levy Romero         |
| Estado Zulia         | Enrique Méndez Romero       |
| Estado Zulia         | Jesús Faría                 |

### Senadores vitalicios
| Senador                 | Partido político   | Período   |
| ----------------------- | ------------------ | --------- |
| Eleazar López Contreras | Independiente      | 1961-1973 |
| Rómulo Gallegos         | Acción Democrática | 1961-1969 |

## Diputados
| Entidad federal      | Diputado                        |
| -------------------- | ------------------------------- |
| Distrito Federal     | Rafael Caldera (vicepresidente) |
| Distrito Federal     | Fabricio Ojeda                  |
| Distrito Federal     | Gustavo Lares Ruiz              |
| Distrito Federal     | Jesús A. Yerena                 |
| Distrito Federal     | Ramón Tenorio Sifontes          |
| Distrito Federal     | José Vicente Rangel             |
| Distrito Federal     | Vicente Piñate                  |
| Distrito Federal     | Vidalina de Bártoli             |
| Distrito Federal     | Orlando Tovar                   |
| Distrito Federal     | Sixto Guaidó                    |
| Distrito Federal     | Juan B. Moretti Garantón        |
| Distrito Federal     | Petra de Aranguren              |
| Distrito Federal     | Gustavo Machado                 |
| Distrito Federal     | Guillermo García Ponce          |
| Distrito Federal     | Eloy Torres                     |
| Distrito Federal     | Miguel Ángel Landáez            |
| Distrito Federal     | Dagoberto González              |
| Distrito Federal     | Domingo Alberto Rangel          |
| Distrito Federal     | José González Navarro           |
| Distrito Federal     | Augusto Malavé Villalva         |
| Distrito Federal     | Carlos del Vecchio              |
| Estado Amazonas      | Dionicio Álvarez Ledezma        |
| Estado Anzoátegui    | Octavio Lepage                  |
| Estado Anzoátegui    | Elpidio La Riva Mata            |
| Estado Anzoátegui    | Jaime Lusinchi                  |
| Estado Anzoátegui    | Pedro Ortega Díaz               |
| Estado Anzoátegui    | Alirio Gómez Cermeño            |
| Estado Anzoátegui    | Pedro Manuel Vásquez            |
| Estado Anzoátegui    | Raúl Monteverde                 |
| Estado Apure         | Isabel Carmona de Serra         |
| Estado Apure         | Freddy Melo                     |
| Estado Aragua        | Humberto Bártoli                |
| Estado Aragua        | Pablo Cova García               |
| Estado Aragua        | Jorge Pacheco                   |
| Estado Aragua        | Leonardo Arias                  |
| Estado Aragua        | Cástor José Torres              |
| Estado Aragua        | Godofredo González              |
| Estado Barinas       | Samuel Darío Maldonado          |
| Estado Barinas       | Argenis Gómez                   |
| Estado Barinas       | Gonzalo García Bustillos        |
| Estado Bolívar       | Said Moanack V.                 |
| Estado Bolívar       | Pedro Miguel Pareles            |
| Estado Bolívar       | Olivio Campos                   |
| Estado Carabobo      | Enrique Betancourt y Galíndez   |
| Estado Carabobo      | Carlos Felipe Alvizu            |
| Estado Carabobo      | Rafael Peña                     |
| Estado Carabobo      | Héctor Vargas Acosta            |
| Estado Carabobo      | Renato Olavarría Celis          |
| Estado Carabobo      | Armando Rafael González         |
| Estado Carabobo      | Enrique Acevedo Berti           |
| Estado Cojedes       | Eneas Palacios Palacios         |
| Estado Cojedes       | Federico Reyes Pereira          |
| Estado Delta Amacuro | Martín Antonio Rangel G.        |
| Estado Falcón        | Antonio Leidenz                 |
| Estado Falcón        | Rafael Vicente Beaujon          |
| Estado Falcón        | Andrés Hernández Vásquez        |
| Estado Falcón        | Raúl Lugo Rojas                 |
| Estado Falcón        | Luis Miquilena                  |
| Estado Falcón        | Arístides Beaujon               |
| Estado Guárico       | Jorge Dáger                     |
| Estado Guárico       | Francisco Salazar Meneses       |
| Estado Guárico       | Jesús Villavicencio             |
| Estado Guárico       | Saúl Ron                        |
| Estado Lara          | Manuel Vicente Ledezma          |
| Estado Lara          | José Manzo González             |
| Estado Lara          | Juan Tamayo Rodríguez           |
| Estado Lara          | Luis Eleazar Solórzano          |
| Estado Lara          | Antonio José Lozada             |
| Estado Lara          | José Herrera Oropeza            |
| Estado Lara          | Luis Herrera Campíns            |
| Estado Lara          | Jesús Pérez Lías                |
| Estado Mérida        | Luciano Noguera Mora            |
| Estado Mérida        | Hugo Briceño Salas              |
| Estado Mérida        | Edilberto Moreno Peña           |
| Estado Mérida        | Rigoberto Henríquez Vera        |
| Estado Miranda       | José Octavio Henríquez          |
| Estado Miranda       | Teófilo Moros                   |
| Estado Miranda       | Amílcar Gómez                   |
| Estado Miranda       | Victorino Santaella             |
| Estado Miranda       | Guillermo Muñoz                 |
| Estado Miranda       | José Camacho                    |
| Estado Miranda       | Eduardo Machado                 |
| Estado Monagas       | José Ángel Ciliberto            |
| Estado Monagas       | Luis Alfaro Ucero               |
| Estado Monagas       | Edmundo Yibirín                 |
| Estado Monagas       | Manuel Joaquín Aristimuño       |
| Estado Nueva Esparta | Guillermo Salazar Meneses       |
| Estado Nueva Esparta | Julio Villaroel                 |
| Estado Portuguesa    | Gonzalo Barrios                 |
| Estado Portuguesa    | Jesús María Casal Montbrum      |
| Estado Portuguesa    | René Rivero Pérez               |
| Estado Sucre         | Luis Manuel Peñalver            |
| Estado Sucre         | Régulo José Gómez               |
| Estado Sucre         | Aníbal Lairet                   |
| Estado Sucre         | Dionisio López Orihuela         |
| Estado Sucre         | Hernán Brito                    |
| Estado Táchira       | Carlos Andrés Pérez             |
| Estado Táchira       | Rodolfo José Cárdenas           |
| Estado Táchira       | Arístides Calvani               |
| Estado Táchira       | Valmore Acevedo Amaya           |
| Estado Táchira       | Ceferino Medina Castillo        |
| Estado Táchira       | Rosa García de Groscoors        |
| Estado Táchira       | José Jesús Álvarez              |
| Estado Trujillo      | José Antonio Espinoza Lares     |
| Estado Trujillo      | Juan de la Cruz Durán           |
| Estado Trujillo      | Amábilis Quiñones               |
| Estado Trujillo      | Arturo Ramón Añez               |
| Estado Trujillo      | Felipe Montilla                 |
| Estado Trujillo      | Pedro Pablo Aguilar             |
| Estado Yaracuy       | Marcial Mendoza Estrella        |
| Estado Yaracuy       | Baudilio Rodríguez              |
| Estado Yaracuy       | Pedro Pérez Méndez              |
| Estado Zulia         | Jesús A. Paz Galarraga          |
| Estado Zulia         | Juan José Delpino               |
| Estado Zulia         | César Rondón Lovera             |
| Estado Zulia         | Italo Boscán                    |
| Estado Zulia         | Gualberto Fermín                |
| Estado Zulia         | Adelso González Urdaneta        |
| Estado Zulia         | Elio Chacín Reyes               |
| Estado Zulia         | Luis Adolfo Romero              |
| Estado Zulia         | Hugo Soto Socorro               |
| Estado Zulia         | Omar de Jesús Rumbos            |
| Estado Zulia         | Ángel Emiro Govea               |
| Estado Zulia         | José Bousquet                   |
| Estado Zulia         | Hens Silva Torres               |
| Estado Zulia         | Pedro Barrios                   |
| Estado Zulia         | Hugo Parra León                 |
| Estado Zulia         | Joaquín Araujo Ortega           |